# یواس‌اس پاتنم (دی‌دی-۷۵۷)
یواس‌اس پاتنم (دی‌دی-۷۵۷) (به انگلیسی: USS Putnam (DD-757)) یک کشتی بود که طول آن ۱۱۴٫۸ متر (۳۷۷ فوت) بود. این کشتی در سال ۱۹۴۴ ساخته شد.